# ナタリア・アリモワ
ナタリア・アリモワ（ロシア語: Алимова, Наталья Амировна、ラテン文字転写: Natalia Alimova、1978年12月9日 - ）は、ロシアの元女子バレーボール選手。現役時代のポジションはミドルブロッカー。元ロシア代表。

## 来歴
- クラブチーム

サンクトペテルブルク出身。1994年、SDYUSSHOR-Ekranに入団。1995/96シーズンからLeningradka Saint Petersburgで2年間プレーした。1997/98シーズンは再びSDYUSSHOR-Ekranでプレーした。1998/99シーズンは再びLeningradka Saint Petersburgへ移籍し3年間プレーした。2001/02シーズンはMGFSO Moscowでプレーした。2002/03シーズンはイタリアセリエA1のVolley Spezzanoと契約し、1年間プレーした。2003/04シーズンはLeningradka Saint Petersburgへ復帰し、チームの中心選手として活躍した。2009/10シーズンはディナモ・カザンと契約したが、怪我の影響により試合出場できなかった。2010/11シーズンは再びLeningradka Saint Petersburgでプレーした。2011/12シーズンはザレチエ・オジンツォボへ移籍した。2012/13シーズンから2年間はFakel Novy Urengoyでプレーした。
- 代表チーム

アンダーカテゴリーの代表として1995年、U-19世界選手権に出場し銀メダルを獲得。1996年、ジュニアの欧州選手権で銀メダルを獲得した。2005年、シニアのロシア代表に初選出され、同年のエリツィン大統領杯ではベストブロッカー賞を受賞した。同年9月の欧州選手権では銅メダルを獲得した。2007年に代表復帰するとワールドグランプリ、欧州選手権ではレギュラーとして活躍した。2008年1月の北京五輪欧州大陸予選では本戦の出場権獲得に貢献し、北京五輪に出場した。

## 受賞歴
- 2005年　エリツィン大統領杯　ベストブロッカー賞

## 球歴
- オリンピック - 2008年
- 欧州選手権 - 2005年、2007年
- ワールドグランプリ - 2007年

## 所属クラブ
- SDYUSSHOR-Ekran（1994-1995年）
- Leningradka Saint Petersburg（1995-1997年）
- SDYUSSHOR-Ekran（1997-1998年）
- Leningradka Saint Petersburg（1998-2001年）
- MGFSO Moscow（2001-2002年）
- Volley Spezzano（2002-2003年）
- Leningradka Saint Petersburg（2003-2009年）
- ディナモ・カザン（2009-2010年）
- Leningradka Saint Petersburg（2010-2011年）
- ザレチエ・オジンツォボ（2011-2012年）
- Fakel Novy Urengoy（2012-2014年）
- Leningradka Saint Petersburg（2015-2016年）